# Ман-оф-Уор
Ман-оф-Уор (англ. Man O'War; ирл. Dún Eimhire) — пригород в Ирландии, находится в графстве Фингал (провинция Ленстер).
Пригород Ман-оф-Уор расположен в 24 километрах к северу от Дублина между переписными посёлками Скеррис, Ласк и городом Балбригган.